# Leucochrysa neuralis
Leucochrysa neuralis är en insektsart som beskrevs av Banks 1910. Leucochrysa neuralis ingår i släktet Leucochrysa och familjen guldögonsländor. Inga underarter finns listade i Catalogue of Life.